# Aqüeducte d'Amoreira
L'aqüeducte d'Amoreira (en portuguès: Aqueduto da Amoreira) és un aqüeducte del segle xvi situat a la freguesia de São Brás e São Lourenço, municipi d'Elvas, al districte de Portalegre, a Portugal.
Està classificat com a Monument Nacional de Portugal des del 1910, i forma part del conjunt «Guarnició fronterera i fortificacions de la ciutat d'Elvas» que va ser declarat Patrimoni de la Humanitat per la UNESCO el 2012.

## Característiques

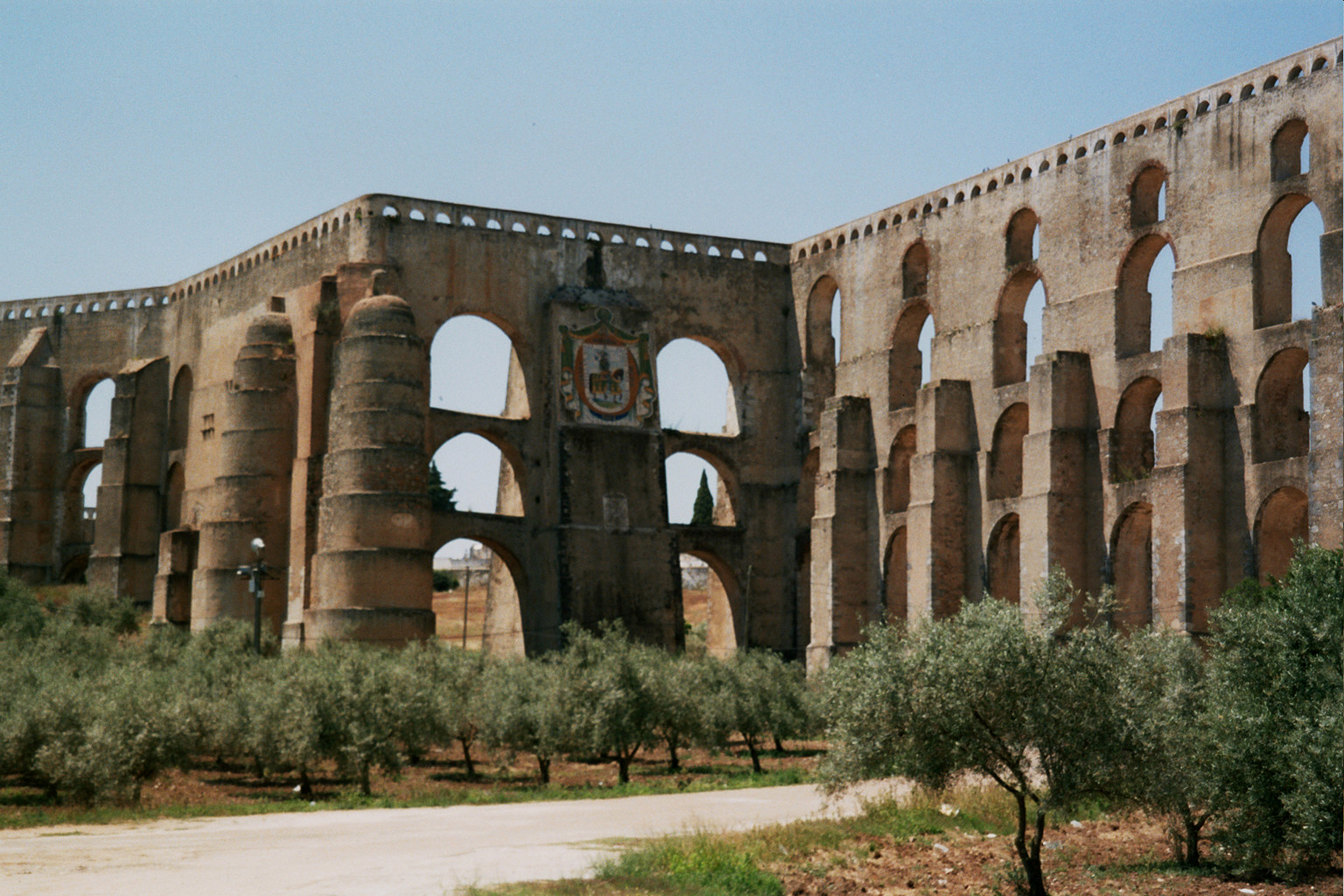
Vista d'un segment

L'aqüeducte creua la bretxa rural-urbana, que cobreix les planes a través de la vall de São Francisco i Rossio, i acaba en la Font de la Misericòrdia, uneix la localitat d'Amoreira i la ciutat d'Elvas. Amb 8,5 km de longitud tenint en compte les parts soterrades, 833 arcs superposats i pilars que s'eleven fins a 31 metres d'altura, és considerat el major aqüeducte de la península Ibèrica.
Conté una sèrie de diferents galeries, una primera zona es troba sota terra i per sobre d'ella estan formades fins a quatre arcs superposats, sostinguts per pilars quadrats reforçats per contraforts semicirculars.

## Història
Des de l'època d'ocupació àrab de la ciutat d'Elvas, aquesta era proveïda pel pou d'Alcalá, situat prop de l'antic Palau Episcopal, al costat de la Porta do Bispo. No obstant, des del segle xv, a causa del creixement de la població, el pou es va resultar insuficient per proveir d'aigua a la ciutat.

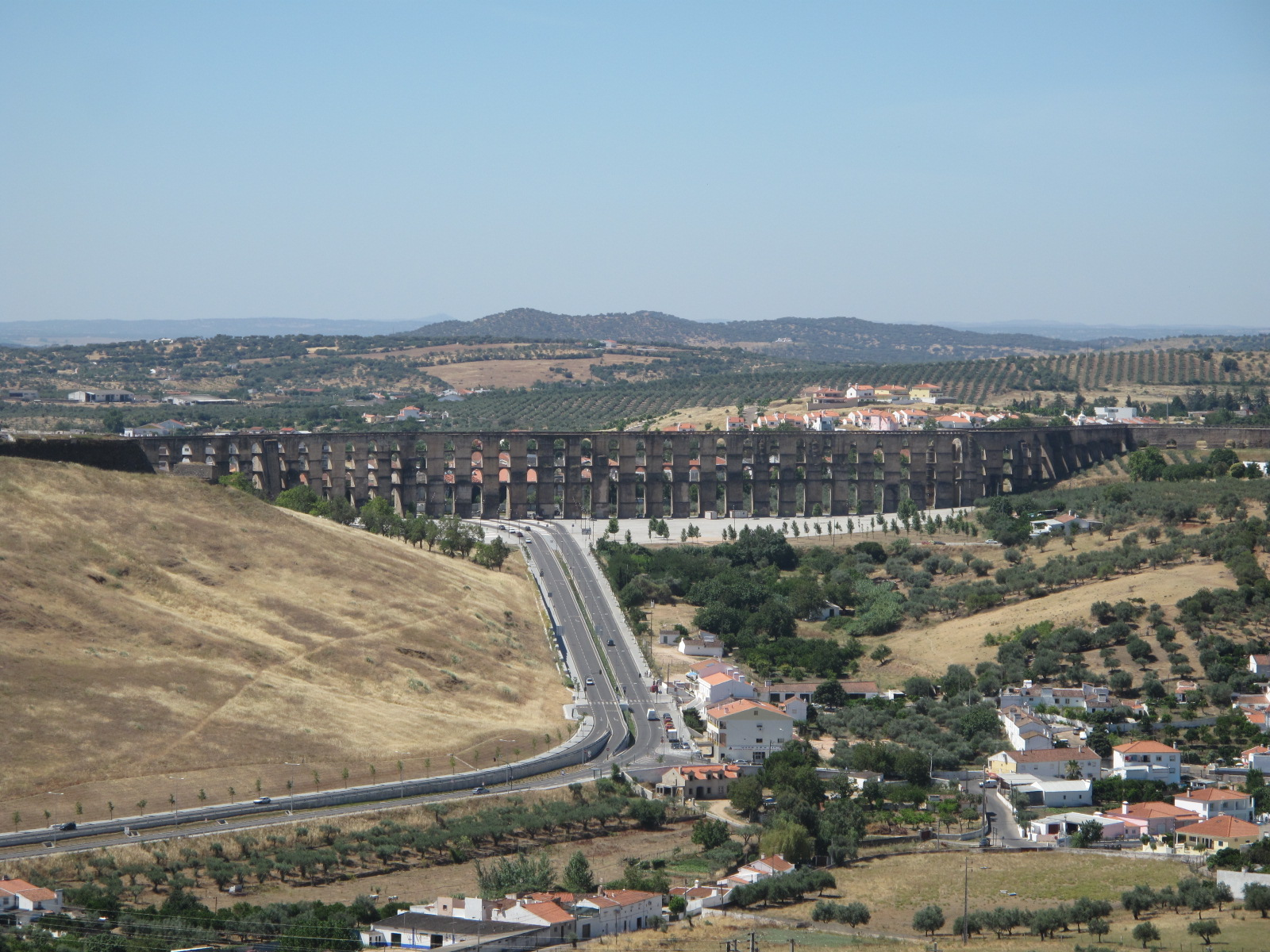
Segment de l'aqüeducte en la seva entrada a la ciutat

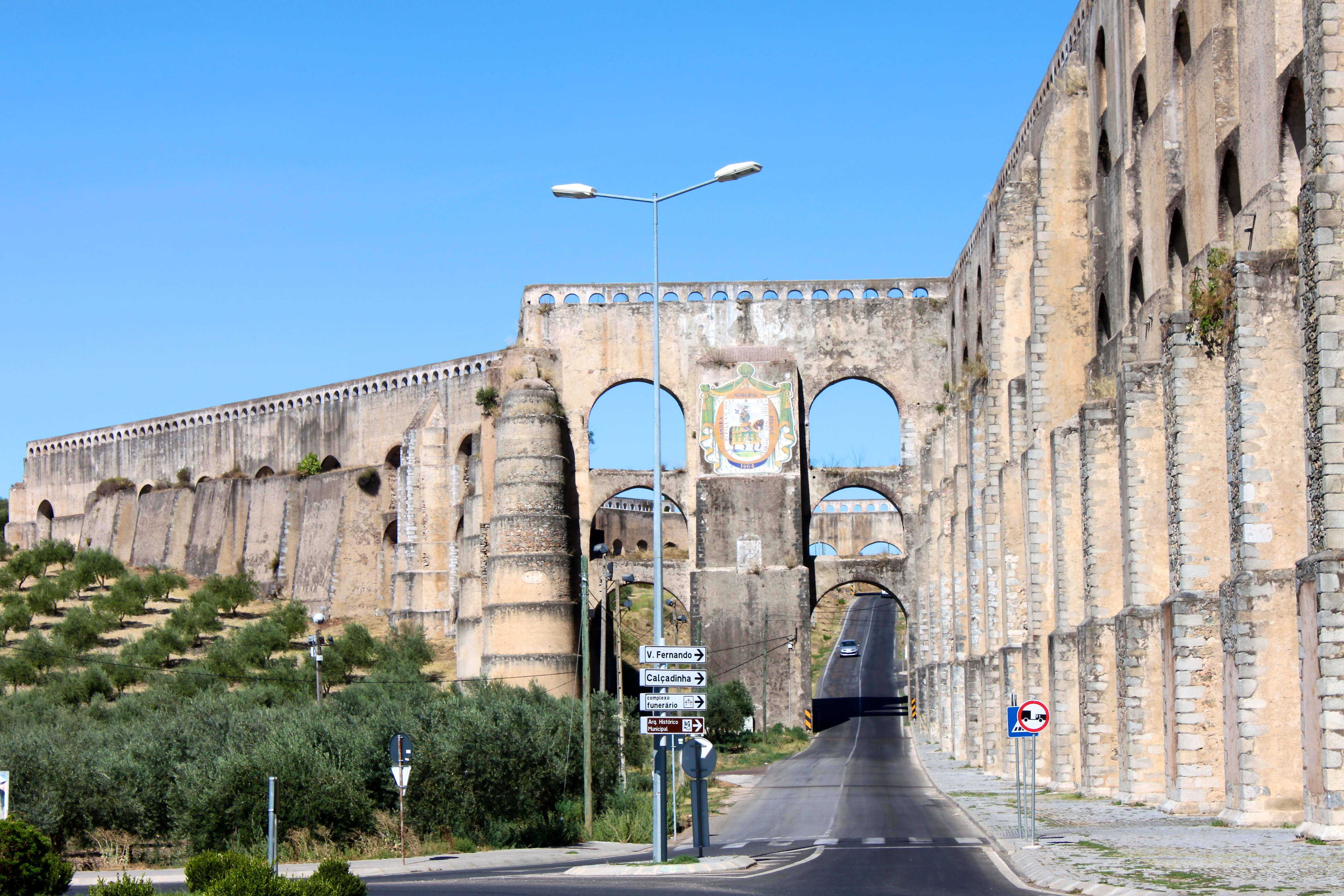
Calçada de l'aqüeducte, s'observa un dels panells de rajoles al centre 1864

A començaments del regnat de Manuel I de Portugal, aquest va autoritzar un impost, el Real de Água, per ser executades obres de conservació en el pou medieval. Aquestes obres no van resoldre els problemes de proveïment i les autoritats locals van pensar en construir un aqüeducte que portés l'aigua des dels ravals, de la localitat d'Amoreira situada a uns 8 quilòmetres, al centre de la ciutat.
El 1537 Joan III de Portugal va nomenar a l'arquitecte Francisco de Arruda, mestre d'obres de la regió de l'Alentejo i autor de l'aqüeducte d'Água de Prata d'Évora, per executar el projecte per al nou aqüeducte d'Elvas. Les obres van començar el mateix any, continuant fins al 1542, quan la longitud del canal va arribar al Convent de Sant Francesc. Va continuar l'execució d'un disseny més complex, ja que després dels primers sis quilòmetres els arcs del conducte havien d'augmentar de grandària. El treball es va fer cada vegada més costós, malgrat els impostos cobrats als residents a la ciutat per a la construcció de l'aqüeducte, que van anar augmentant amb els anys; el rei també va autoritzar el desviament de diners de les multes i les vendes associades a la venda de terres municipals per al projecte, incloent alguns préstecs dels orfenats de nens.
El 1547 els treballs van ser suspesos per la falta de fons, i es va reprendre el 1571. Aquesta segona campanya d'obres, que van ser dirigides per l'enginyer Afonso Álvares, va continuar fins al 1580, quan la pujada al tron de Portugal de Felip II de Castella va comportar a una nova interrupció del treball. El treball es reprèn a principis del segle xvii, i al voltant de 1610 es va concloure que era necessari modificar el projecte de l'aqüeducte, donant-li més altura per poder portar l'aigua al Largo da Misericordia. Aquesta decisió va retardar encara més la finalització de l'obra, no només a causa de les dificultats pràctiques relacionades amb el treball d'enginyeria, si no també pels majors costos del projecte. Finalment, el 1620 van discórrer les aigües de l'aqüeducte fins a les primeres muralles de la ciutat, que arribaven a una font provisional construïda prop de l'antiga església de la Magdalena. L'any 1622 es va acabar la Font de la Misericòrdia, on finalitzava el recorregut de les galeries de l'aqüeducte.

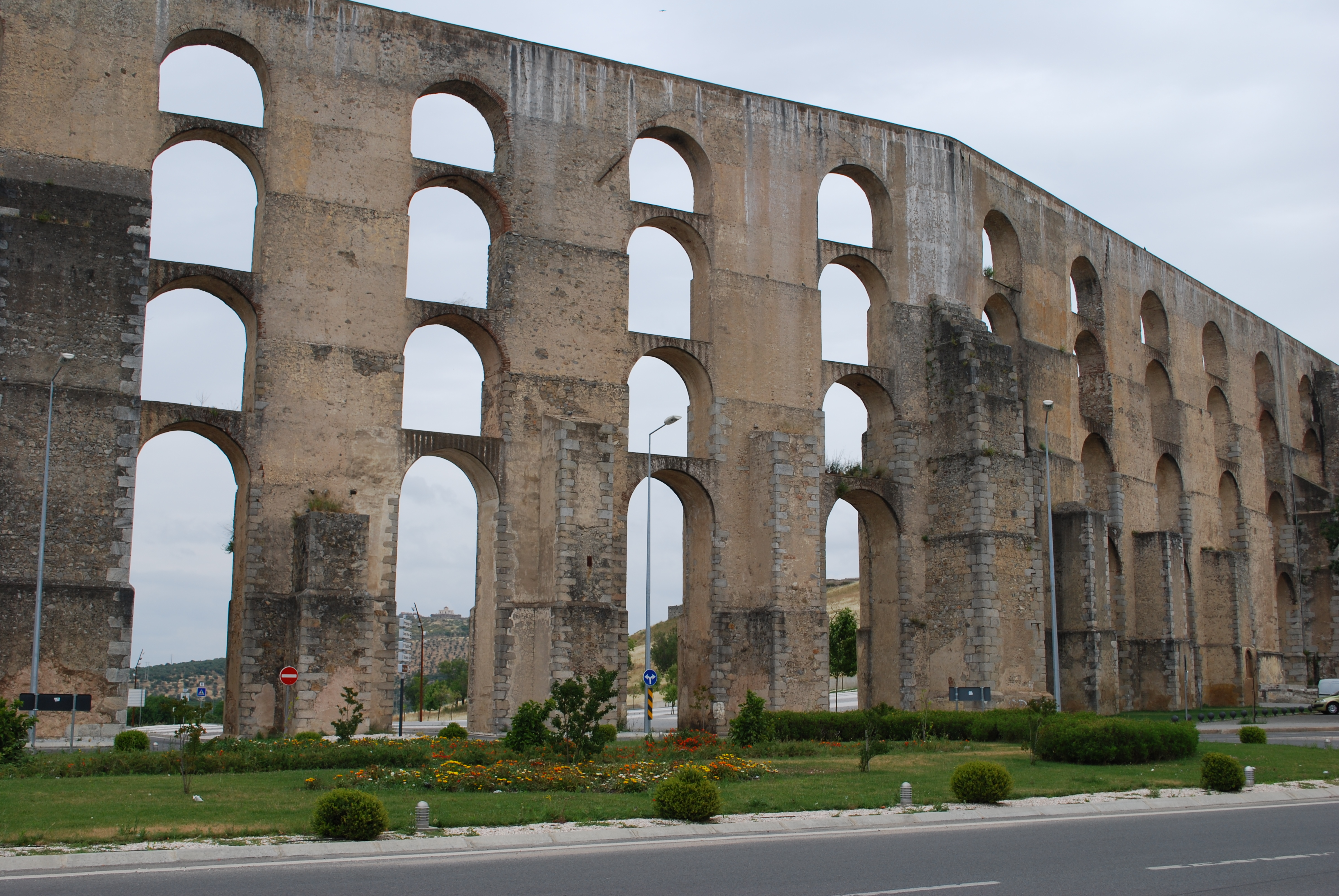
Zona de més alçada de tota l'estructura

Durant la guerra de restauració la defensa d'Elvas, ciutat fronterera amb Espanya i de gran importància estratègica, va esdevenir imperativa. La ubicació de l'aqüeducte es va convertir en un obstacle per a la construcció d'un nou conjunt de fortificacions, així doncs els enginyers militars van proposar derruir-lo, amb el suport de Joan IV de Portugal. La ciutat d'Elvas es va oposar a aquesta mesura, i el comte de Sant Lorenzo, governador de la plaça forta d'Elvas, va gestionar una petició a la Corona, que el monarca va recolzar.
Per a superar les dificultats de proveïment de la ciutat durant la guerra es va construir una cisterna, dissenyada per l'enginyer Nicolás de Langres i construïda en la dècada de 1650 d'acord amb un model a prova de bombes, que va ser connectada amb l'aqüeducte a través d'un canonada subterrània.
A principis del segle xviii la pressió de l'aigua havia disminuït de manera alarmant, a causa de l'acumulació de calci, problema que va persistir fins al segle xix, i es va construir un arc de sedimentació per alleujar alguns d'aquests problemes. També va ser reforçada l'estructura amb molles. El gener de 1796, un terratrèmol va destruir dos arcs que van ser ràpidament arreglats. El 1864 es van col·locar les primeres rajoles municipals i uns anys més tard, el 1870, els regidors van sol·licitar que les Corts proporcionessin fons per reparar i netejar l'estructura, així com per a construir un canal complementari per facilitar la neteja.
En la segona meitat del segle xx va patir el deteriorament d'alguns arcs a la zona més alta que es repararen amb l'ús de tècniques originals. En la dècada de 1980, l'aqüeducte continuava alimentant la ciutat d'Elva, a través de la cisterna, i el 1995 es van fer intensives obres de reparació i neteja de les canonades.

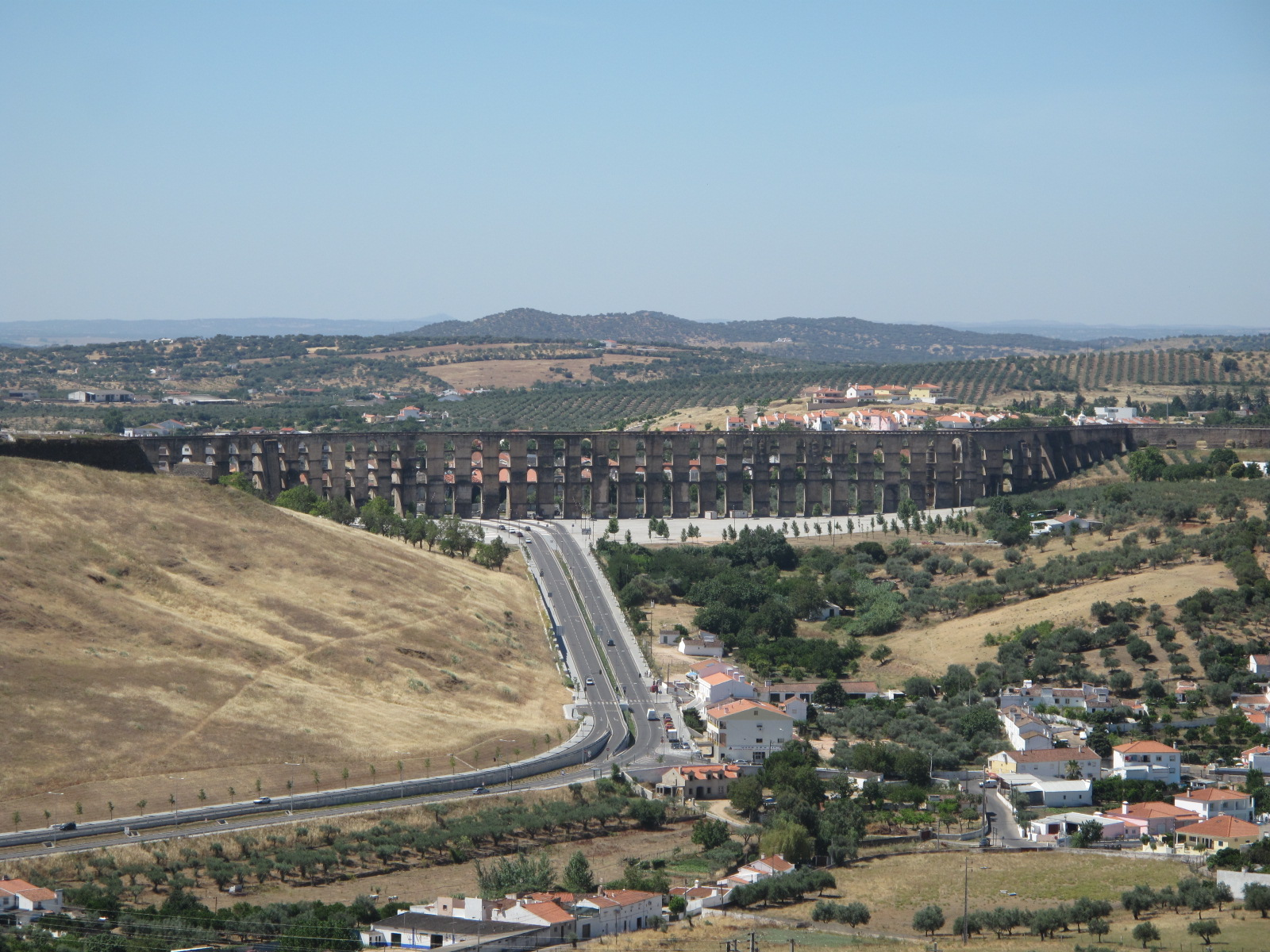
Vista general d'una porció de l'aqüeducte
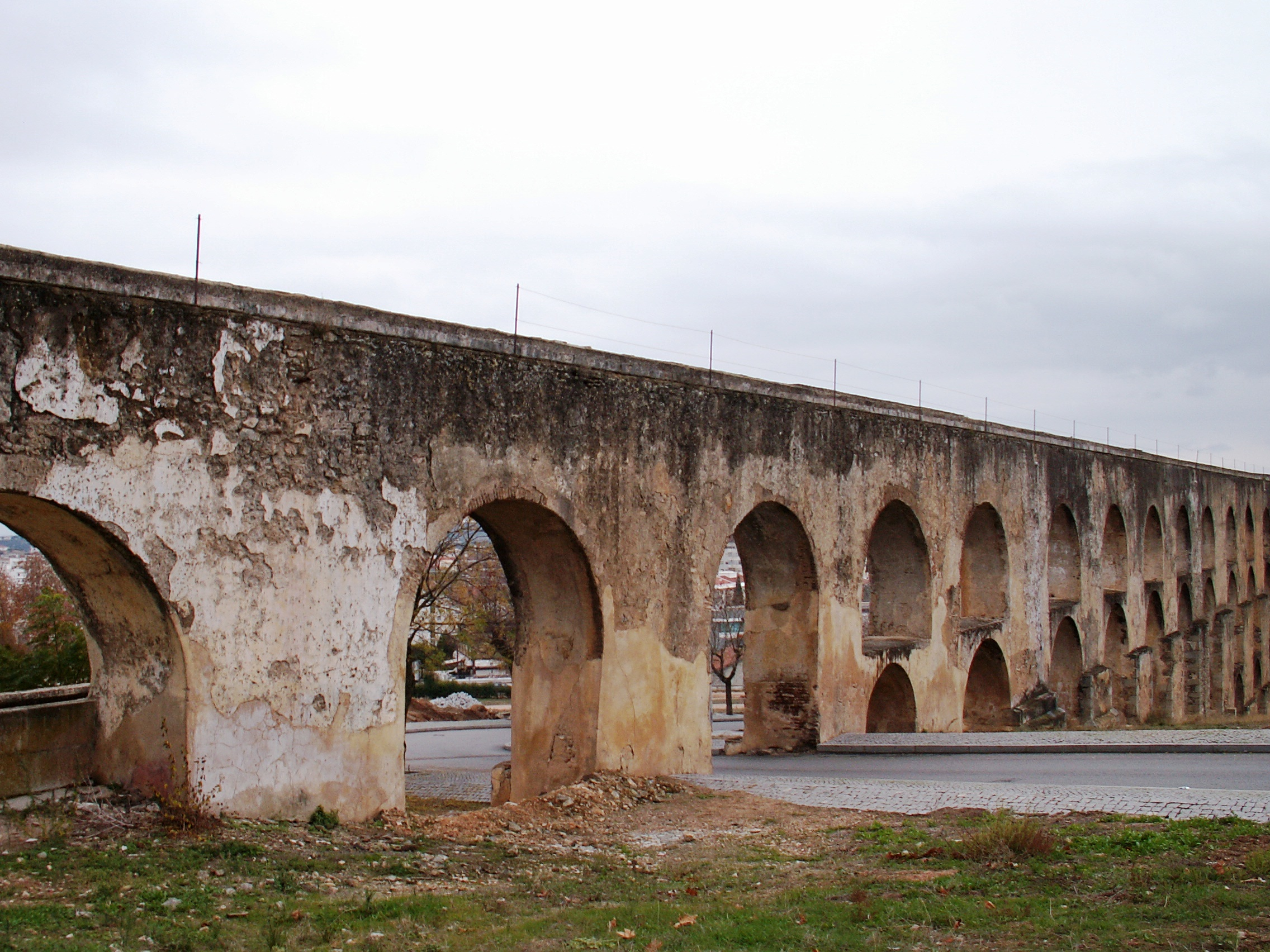
Vista d'un segment de la construcció
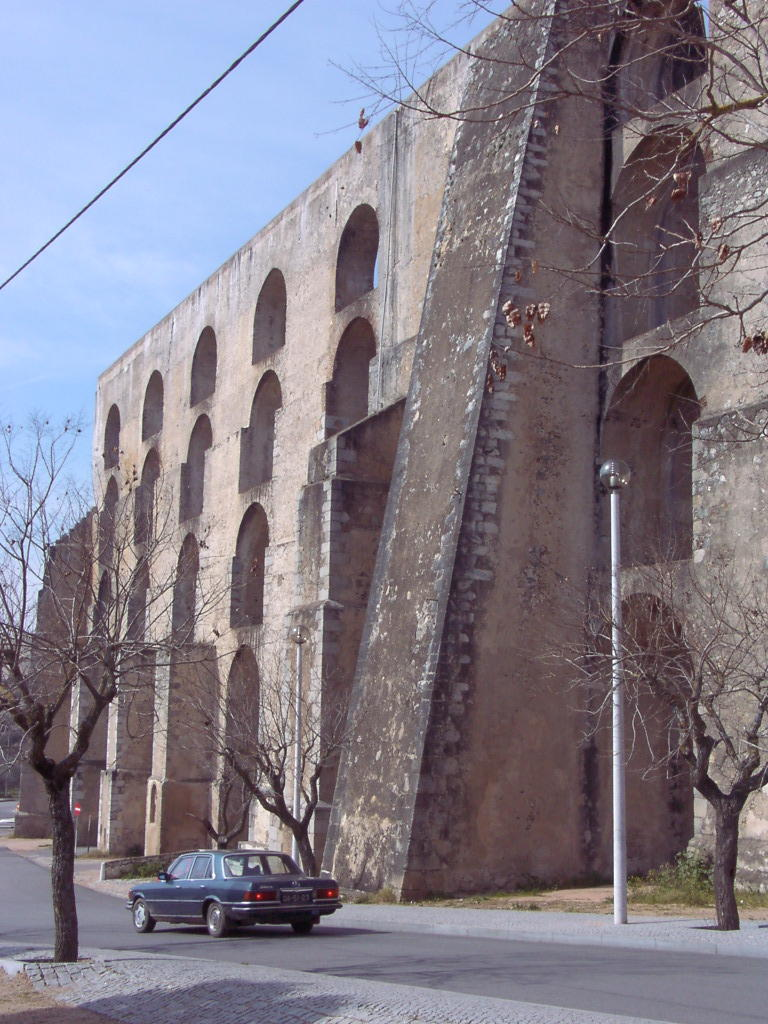
Detall d'un dels contraforts
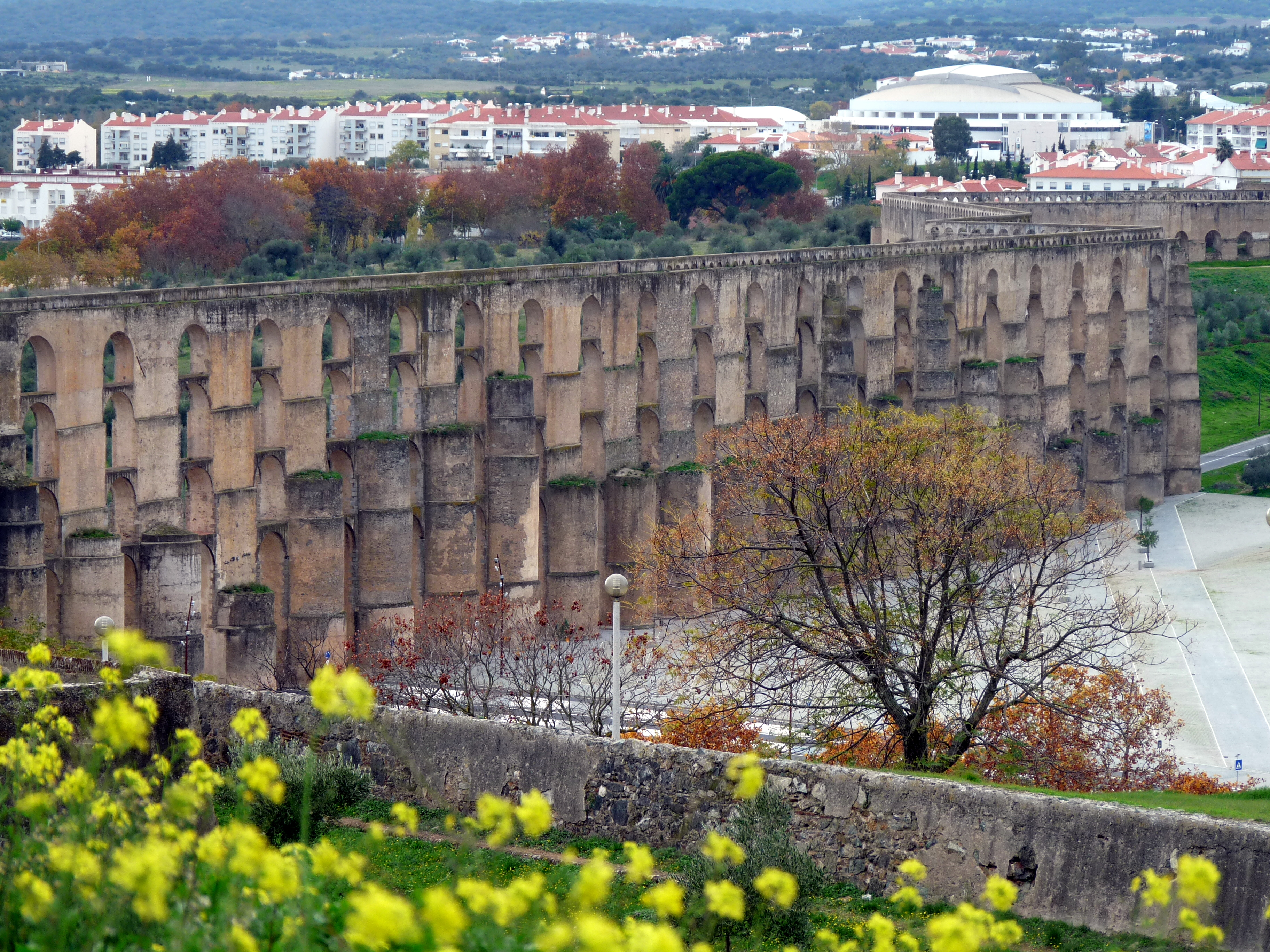
L'aqüeducte d'Amoreira en segon pla. Al fons, el Coliseu José Rondão Almeida
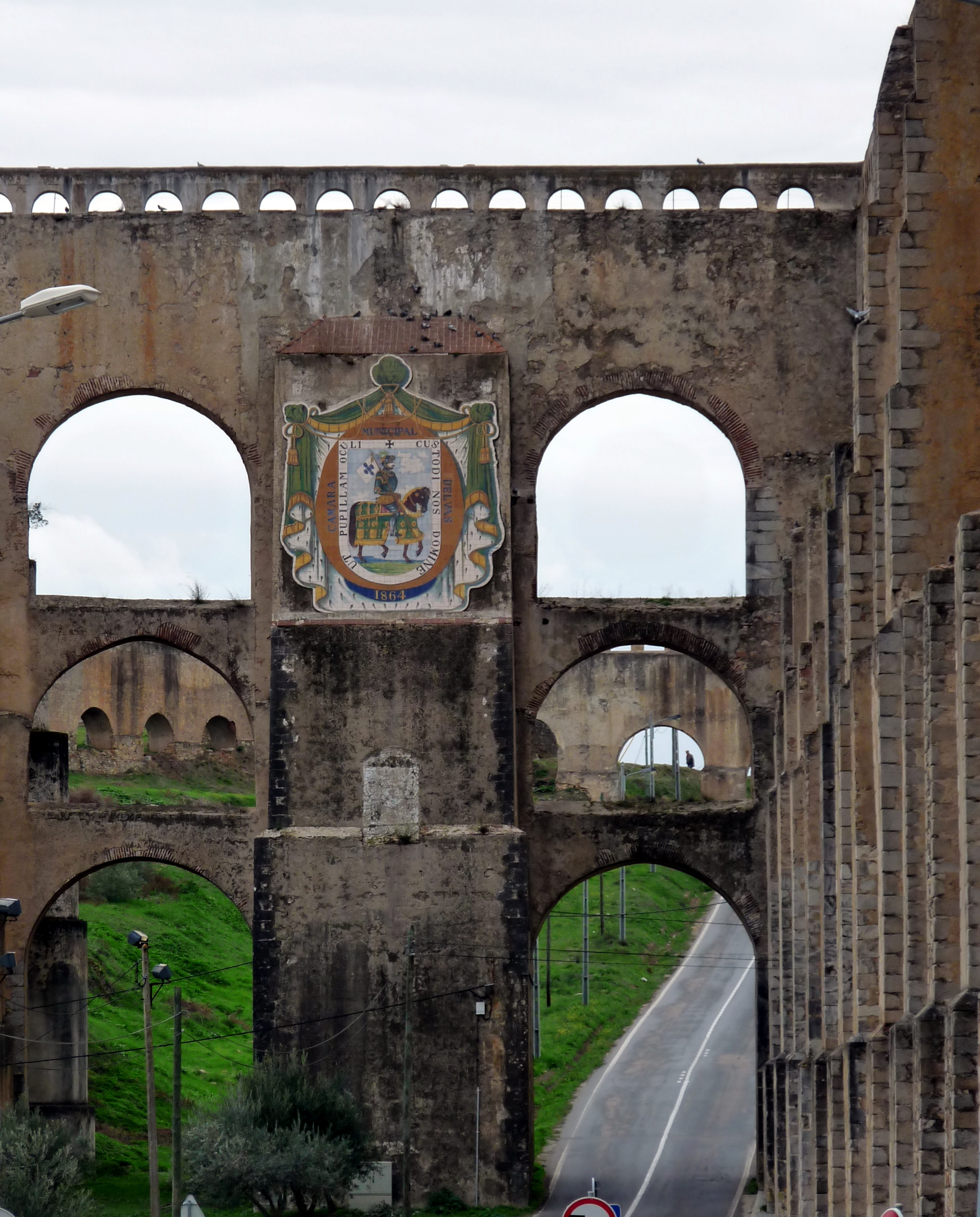
Detall d'un panell fet de rajoles
Vista panoràmica